# Bomaanslag in San Francisco op 22 juli 1916
Op 22 juli 1916 vond er een bomaanslag plaats in de Amerikaanse stad San Francisco. De aanslag vond plaats tijdens een mars op Paraatheidssdag (in het Engels: Prepardness Day), georganiseerd door voorstanders van Amerikaanse inmenging in de Eerste Wereldoorlog. Als gevolg van de aanslag verloren tien mensen het leven. Twee vakbondsleiders werden ter dood veroordeeld, maar kregen in 1939 gratie omdat zij ten onrechte waren veroordeeld.

## Achtergrond
De Verenigde Staten hield zich de eerste jaren buiten de Eerste Wereldoorlog. De isolationistische koers van de Verenigde Staten kon op steun rekenen van de meeste vakbonden. Binnen de zakenwereld nam de steun voor inmenging halverwege de oorlog toe. Dat kwam onder andere voort uit de toenemende zorg voor het oprukkende bolsjewisme. In de zomer van 1916 besloot de Kamer van Koophandel in San Francisco een manifestatiedag te organiseren.

## Bomaanslag
Paraatheidsdag vond plaats op 22 juli 1916. Tijdens die dag vond met meer dan vijftigduizend deelnemers de grootste parade plaats in de geschiedenis van San Francisco tot dan toe. Op zes minuten over twee in de middag explodeerde er een bom ten zuiden van Market Street. De pijpbom was gevuld met metalen fragmenten om het effect te vergroten. Tien omstanders vonden de dood en veertig raakten gewond, waaronder een jong meisje dat haar beide benen verloor. Ooggetuigen waren het niet eens waar de bom precies was geplaatst.

## Nasleep
Het onderzoek naar de aanslag werd geleid door Charles Fickert die zijn onderzoek richtte op verschillende bekende anarchisten en radicalen uit linkse hoek. Een van hen was Alexander Berkman die eerder was veroordeeld voor het voorbereiden van een aanslag. Hij was kort voor de aanslag naar San Francisco verhuisd, waar hij zijn eigen blad uitgaf. Kort na de aanslag keerde hij terug naar New York. Het Openbaar Ministerie vroeg tevergeefs om zijn uitlevering.
Twee lokale vakbondsleiders, Thomas Mooney en zijn assistent Warren Billings werden gearresteerd. Billings was eerder veroordeeld voor het bij zich dragen van dynamiet in een passagierstrein en Mooney, een militante socialist, was eerder verdacht van het voorbereiding van een aanslag op elektriciteitsleidingen. Beide mannen hadden weinig steun binnen de vakbondsbeweging.
Mooney en Billings waren in de eerste zes dagen na hun arrestatie uitgesloten van contact met de buitenwereld. Zij hadden nog geen contact gehad met een advocaat op het moment dat zij voor de Grand Jury verschenen, noch hadden zij toestemming gekregen zich te scheren. Beide mannen weigerden te spreken zolang zij geen advocaat hadden gezien.
De twee vakbondsmedewerkers werden aangeklaagd voor moord. Fickert bepleitte dat Mooney een koffer had geplaatst op de plaats delict met daarin een bom met een tijdsmechanisme. Fickert hield ooggetuigenverklaring waarbij Mooney en Billings niet voldeden aan de beschrijving buiten de rechtszaak. Zij werden beiden veroordeeld ter dood door ophanging, hoewel ze uiteindelijk de beschikking hadden over een goede advocaat. De straf werd twee jaar later omgezet naar levenslang omdat er onvoldoende bewijs was voor hun betrokkenheid voor de aanslag.
In de jaren daarna ontstond er veel maatschappelijk ophef rondom de veroordeling omdat er steeds meer ontlastend bewijs voor Mooney en Billings naar boven kwam waaruit bleek dat de jury was misleid. Het duurde tot 1939 voordat de gouverneur van Californië Culbert Olson gratie verleende aan beide mannen.

## Daadwerkelijke daders
In de decennia daarna is er door verschillende historici onderzoek gedaan wie de aanslag gepleegd kon hebben. Alexander Berkman bleef genoemd worden vanwege zijn aanwezigheid in San Francisco en vertrek kort na de aanslag. Tegen zijn betrokkenheid pleit dat Berkman waarschijnlijk niet over de technische vaardigheden beschikte om de bom te vervaardigen.
Een andere groep die verdacht werd waren de Galleanisten, een groep rondom de Italiaans-Amerikaanse anarchist Luigi Galleani. Zij pleegden meerdere aanslagen aan de oostkust die qua uitvoering overeenkwamen met de aanslag in San Francisco. Er woonde in de jaren tien een grote groep Italiaanse anarchisten in Californië. Mario Buda, een van de bommakers van de groep, voldeed aan de beschrijving van de dader door een ooggetuigen.
Een derde mogelijkheid is de lokale anarchist Celsten Eklund. Eklund werd in 1927 samen met een mededader neergeschoten door de politie toen zij de lont van een dynamietbom bij de Saints Peter and Paul Church probeerden aan te steken. Eklund overleed later op de dag aan zijn verwondingen. Zijn medestander, wiens identiteit onbekend bleef, overleed ter plekke.